# 赫爾山脈
72°0′S 14°0′E / 72.000°S 14.000°E
赫爾山脈（挪威語：Hoelfjella）是南極洲的山脈，位於毛德皇后地，該山脈由德國的探險隊發現，以挪威地質學家命名，現時受南極條約體系管理。